# Pool (roman)
Pool är Per Hagmans andra roman och kom ut 1993.
Handlingen utspelar sig på den franska rivieran. Huvudrollen en ung man från Sverige som bor hos och är älskare till en äldre kvinna. Boken varvar mellan den unge mannens reflektioner över livet längs stränder och på de varma gatorna i Nice medan han hela tiden tänker tillbaka på sin första kärlek.